# Platycentropus radiatus
Platycentropus radiatus là một loài Trichoptera trong họ Limnephilidae. Chúng phân bố ở miền Tân bắc.